# Stéphane Faatiarau
Stéphane Faatiarau (ur. 13 marca 1990 w Tahiti) – tahitański piłkarz grający na pozycji obrońcy, reprezentant Tahiti.

## Kariera piłkarska
Stéphane Faatiarau karierę rozpoczął w A.S. Tefana, gdzie gra na pozycji obrońcy.

## Kariera reprezentacyjna
Stéphane Faatiarau grał z młodzieżową reprezentacją Tahiti na mistrzostwach świata U-20 w Egipcie. W dorosłej reprezentacji Tahiti zadebiutował w 2011 roku. Brał udział w Pucharze Konfederacji 2013 w Brazylii.

### Mecze i gole w reprezentacji
| L.p. | Data            | Miejsce              | Przeciwnik | Gol  | Wynik | Rozgrywki              |
| ---- | --------------- | -------------------- | ---------- | ---- | ----- | ---------------------- |
| 1.   | 3 września 2011 | Stade Boewa, Boulari | Kiribati   | 12:1 | 17:1  | Igrzyska Pacyfiku 2011 |